# 캐시 카
캐서린 L. "캐시" 카(영어: Catherine L. "Cathy" Carr, 1954년 5월 27일 ~ )는 미국의 은퇴한 수영 선수이며 올림픽 2관왕이자 2개의 종목들에서 전 세계 기록 보유자이다.
뉴멕시코주 앨버커키에서 태어나났으며, 하일랜드 고등학교를 졸업하였다.  그녀는 1960년 로마 올림픽 금메달리스트 마이크 트로이 아래에서 코로나도 수영 클럽과 함께 올림픽을 위하여 훈련하였다.
카는 1972년 뮌헨 올림픽에서 미국을 대표하였다.  개인저긍로 그녀는 100m 평영에서 금메달을 획득하며 결승전에서 1분 13.58초의 세계 신기록을 세워 소련의 갈리나 프로주멘시코바를 1.41초 차이로 꺾었다.  400m 혼계영에서 1위를 한 미국 팀을 위하여 평영 주자로 헤엄친 그녀는 멀리사 벨로트(배영), 디나 디어더프(접영)와 샌디 닐슨(자유형)과 함께 금메달을 획득하였다.  미국 혼계영 팀은 결승전에서 4분 20.75초의 세계 신기록을 세워 동독과 서독 팀을 각각 4.16초와 5.71초 차이로 꺾었다.
그녀는 1972년 9월 2일부터 1974년 8월 22일까지 100m 평영에서 롱코스 세계 기록을 보유하였다.  400m 혼계영에서 그녀의 세계 기록은 1972년 9월 2일부터 1973년 9월 4일까지 유지되었다. 카는 1988년 명예 수영 선수로서 국제 수영 명예의 전당에 헌액되었다.
카는 캘리포니아 대학교 데이비스로 옮기기 전에 시초적으로 뉴멕시코 대학교에서 수학하였다.  그녀는 첫 UC 데이비스 애기스 여성 수영 팀을 위하여 활약하였고 1977년에 졸업하였다. 그녀는 현재 데이비스에 있는 파이오니어 초드학교에서 게이트 4등급 교사로 있다.

## 같이 보기
- 올림픽 수영 여자 메달리스트 목록
- 수영 평영 100m 세계 기록 추이
- 수영 혼계영 400m 세계 기록 추이